# George Nagobads
Visvaldis George Nagobads (* 18. November 1921 in Riga, Lettland; † 31. März 2023) war ein lettisch-amerikanischer Arzt. Er wurde im Eishockeysport als Mannschaftsarzt der Minnesota Golden Gophers sowie zahlreicher US-Nationalmannschaften bekannt. 2010 wurde er in die United States Hockey Hall of Fame aufgenommen.
Nagobads wuchs in Lettland auf und lernte im Alter von zehn Jahren das Eishockeyspielen. 1941 begann er ein Studium der Medizin an der Universität Lettlands, wo er auch noch aktiv den Eishockeysport betrieb. 1944 ging er nach Deutschland und schloss sein Studium an den Universitäten in Gießen und Tübingen ab, wo er 1950 promoviert wurde. Als er die Gelegenheit erhielt, mit seiner Familie in die Vereinigten Staaten auszuwandern, verließ er Deutschland im Jahre 1952 und ging nach Minneapolis im Bundesstaat Minnesota. Dort arbeitete er zunächst in einem Krankenhaus.
1955 begann Nagobads eine Tätigkeit am Klinikum der University of Minnesota und kam so in Kontakt zu den Universitäts-Eishockeyspielern. Seine eigenen Erfahrungen mit Verletzungen im Eishockey halfen ihm bei der Behandlung verletzter Spieler. 1958 wurde er Mannschaftsarzt der Eishockeymannschaft, den Golden Gophers. Diese Aufgabe hatte er bis 1992 inne. In dieser Zeit gewannen die Gophers dreimal die nationale Eishockeymeisterschaft der NCAA (1974, 1976 und 1979). Darüber hinaus betreute er zwischen 1967 und 1990 zahlreiche US-Nationalmannschaften. Er war Arzt für die Mannschaften bei fünf Olympischen Spielen (darunter 1980 beim Miracle on Ice), 15 Weltmeisterschaften, zwei Canada Cups, sechs Junioren-Weltmeisterschaften sowie der US-Fraueneishockeynationalmannschaft bei der ersten Weltmeisterschaft 1990.
Von 1984 bis 1990 betreute er die Minnesota North Stars und in den Jahren 1973 bis 1976 die Minnesota Fighting Saints. Zwischen 1984 und 1992 war Nagobads medizinischer Direktor von USA Hockey sowie zusätzlich lange Jahre im USA Hockey’s Safety and Protective Equipment Committee und in der medizinischen Kommission der IIHF vertreten.
2003 erhielt Nagobads den Paul Loicq Award für besondere Verdienste um den Eishockeysport. 2010 wurde er in die US Hockey Hall of Fame aufgenommen.
George Nagobads lebte in Edina, Minnesota. Er starb am 31. März 2023 im Alter von 101 Jahren.